# NGC 2476
NGC 2476 este o galaxie eliptică situată în constelația Linxul. A fost descoperită în 23 februarie 1878 de către Édouard Stephan⁠(d). Se află la o distanță de 54,29 de megaparseci de Pământ.